# مواد کوانتومی توپولوژیک
مواد کوانتومی توپولوژیک به دلیل خواص منحصربه‌فرد و کاربردهای گسترده‌ای که در زمینه‌های مختلف فناوری‌های انرژی ارائه می‌دهند، به یکی از مهم‌ترین حوزه‌های تحقیقاتی فیزیک و علم مواد تبدیل شده‌اند. این مواد ترکیبی از ویژگی‌های الکترونیکی معمولی و توپولوژیک را نشان می‌دهند که منجر به ظهور حالت‌های سطحی رسانا می‌شود، در حالی که بخش داخلی مواد همچنان به‌صورت عایق باقی می‌ماند. ویژگی برجسته این مواد پایداری حالت‌های سطحی در برابر ناخالصی‌ها و اختلالات محیطی است، که باعث افزایش کارایی آن‌ها در دستگاه‌های مختلف انرژی می‌شود.
تبدیل انرژی و ذخیره آن به‌طور سنتی با تلفات قابل توجهی روبه‌رو بوده است، اما استفاده از مواد کوانتومی توپولوژیک می‌تواند منجر به افزایش بهره‌وری این فرایندها شود. در سلول‌های خورشیدی، این مواد به دلیل توانایی خود در کاهش بازترکیب حامل‌های بار و افزایش جذب نور، می‌توانند به بهبود عملکرد کمک کنند. همچنین، در دستگاه‌های ترموالکتریک که تفاوت‌های دمایی را به انرژی الکتریکی تبدیل می‌کنند، رسانایی گرمایی پایین و رسانایی الکتریکی بالای مواد توپولوژیک آن‌ها را به گزینه‌های برجسته‌ای تبدیل می‌کند.
کاربردهای دیگر شامل استفاده به‌عنوان کاتالیزورهای الکتروشیمیایی با عملکرد بالا و بهبود باتری‌های حالت جامد است که ایمنی و چگالی انرژی بیشتری ارائه می‌دهند. توسعه این مواد همچنین می‌تواند در فناوری ابرخازن‌ها نقش مؤثری ایفا کند، جایی که ذخیره‌سازی انرژی به روش سریع‌تر و با چگالی بالاتری ممکن می‌شود. اهمیت مواد توپولوژیک به اندازه‌ای است که مطالعه روی آن‌ها به یک تلاش بین‌رشته‌ای تبدیل شده است، که فیزیکدانان، شیمیدانان، و مهندسان را برای بهبود عملکرد دستگاه‌های مدرن انرژی به همکاری واداشته است.

## تاریخچه

تحقیقات در حوزه مواد توپولوژیک به دهه ۱۹۸۰ بازمی‌گردد، زمانی که مفاهیم توپولوژی در فیزیک حالت جامد برای اولین بار مطرح شد. در سال ۲۰۰۵، کشف عایق‌های توپولوژیک دوبعدی، نظیر اثر کوانتومی هال بدون میدان مغناطیسی، نقطه عطفی در این حوزه به‌شمار آمد. توسعه بعدی در سال ۲۰۰۷ با کشف عایق‌های توپولوژیک سه‌بعدی مانند بیسموت سلنید (Bi₂Se₃) انجام شد که به‌عنوان یکی از نمونه‌های پیشگام شناخته می‌شود. این ماده به دلیل ساختار نواری خاص خود، حامل‌های بار سطحی را بدون تلفات فراهم می‌آورد.
علاوه بر آن، در دهه ۲۰۱۰، کشف مواد توپولوژیک جدیدتر مانند فلزات ویل و نیمه‌فلزهای دیراک، به خصوص آرسنید تانتال، موجب افزایش علاقه به کاربردهای اسپینترونیکی و دستگاه‌های کم‌مصرف شد.
نمونه‌های عملی دیگر شامل موادی همچون آنتیموان تلورید (Sb₂Te₃) و تلورید تانتال (TaTe₂) هستند که در آزمایشگاه‌ها برای استفاده در ترموالکتریک‌های با بازدهی بالا و همچنین باتری‌های حالت جامد در حال بررسی‌اند. استفاده از این مواد می‌تواند در آینده به بهبود ذخیره‌سازی انرژی و تبدیل کارآمدتر آن کمک کند.

## مفاهیم پایه

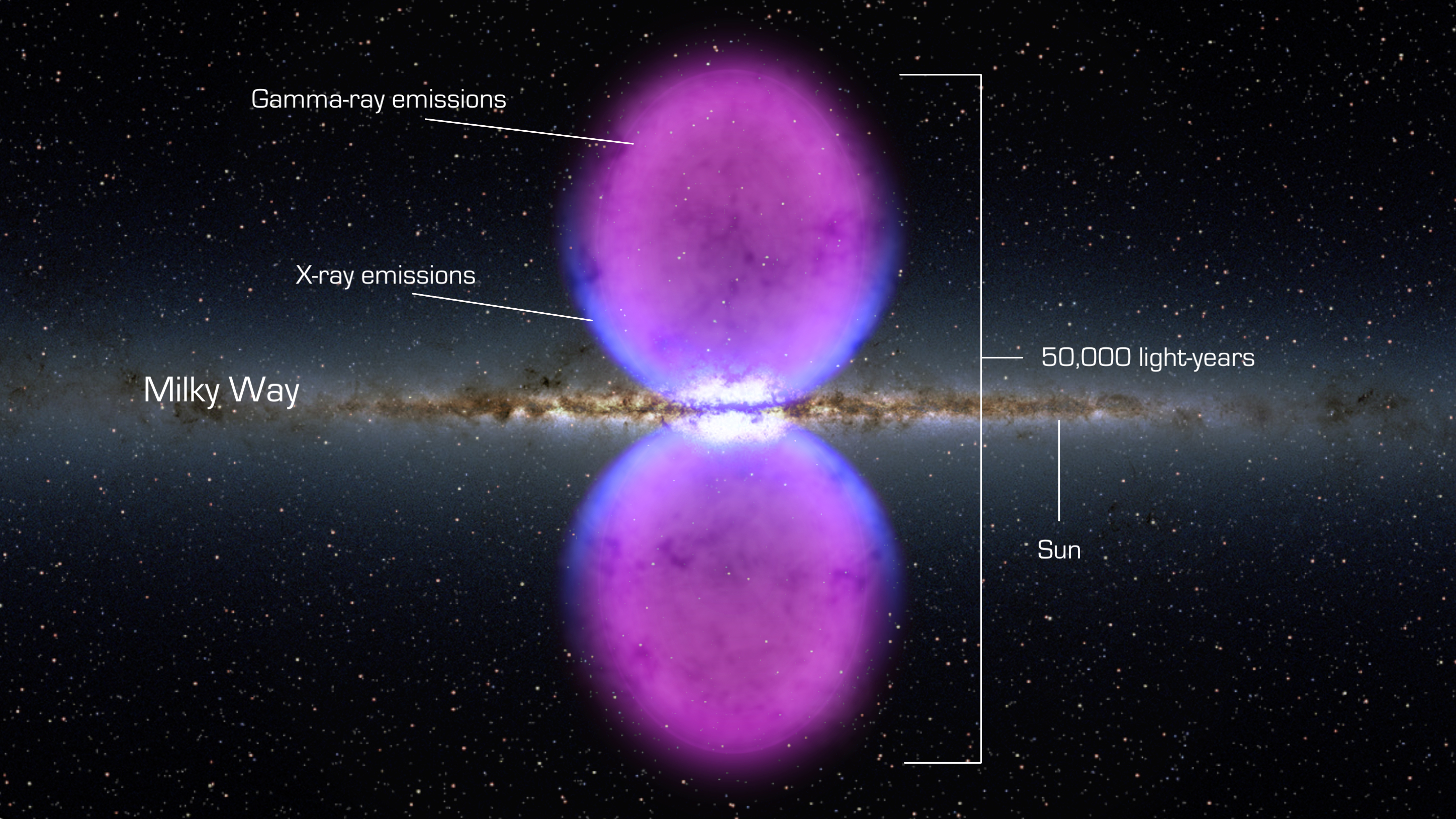
حباب‌های فرمی

توپولوژی در فیزیک حالت جامد به مطالعه ویژگی‌هایی می‌پردازد که تحت تغییرات پیوسته حفظ می‌شوند. در مواد توپولوژیک، تقارن‌های توپولوژیک و نوارهای انرژی با ساختارهای خاص باعث ایجاد حالت‌های سطحی پایدار می‌شوند که حتی در شرایط وجود ناخالصی نیز از بین نمی‌روند. فرمول کلی برای توصیف نوارهای انرژی در مواد توپولوژیک:
{\displaystyle E(k)=\pm \hbar \upsilon _{F}{\sqrt {k_{x}^{2}+k_{y}^{2}}}}
۱. {\displaystyle E(k)}: انرژی الکترون به صورت تابعی از بردار موج {\displaystyle k}
۲. {\displaystyle \hbar } : ثابت کاهش یافته پلانک ({\displaystyle h/2\pi })، که یکی از ثابت‌های بنیادی فیزیک کوانتومی است.
۳. {\displaystyle \upsilon _{F}}: سرعت فرمی، که سرعت حرکت الکترون‌های نزدیک به سطح فرمی را نشان می‌دهد.
سرعت فرمی به صورت زیر تعریف می‌شود:
{\displaystyle \upsilon _{F}={\frac {1}{\hbar }}{\frac {\partial E(k)}{\partial k}}}
۴. {\displaystyle k_{x},k_{y}}: مؤلفه‌های بردار موج در جهت‌های x و y.
این فرمول ویژگی دیراکی برخی مواد توپولوژیک را نمایش می‌دهد. علامت ± نشان‌دهنده دو حالت مختلف انرژی است: یکی برای حامل‌های بار مثبت و دیگری برای منفی. این ساختار نوار انرژی به دلیل وجود حالت‌های سطحی پایدار، باعث خواص الکترونیکی غیرمعمول در این مواد می‌شود.
این توصیف انرژی پایه‌ای برای درک نحوه رفتار الکترون‌ها در سطح مواد توپولوژیک است، که کاربردهای بالقوه در توسعه دستگاه‌های اسپینترونیک، سلول‌های خورشیدی با بازده بالا، و تجهیزات ترموالکتریک دارد.

## خواص ویژه مواد توپولوژیک
- رسانایی سطحی بالا: حالت‌های سطحی مواد توپولوژیک دارای رسانایی بالا و پراکندگی برگشتی کم هستند.
- پایداری شیمیایی و مکانیکی: این مواد در برابر تغییرات دمایی و شیمیایی مقاوم هستند.
- ویژگی‌های مغناطیسی توپولوژیک: برخی مواد توپولوژیک خاصیت مغناطیسی دارند که می‌تواند کاربردهای متنوعی در فناوری‌های نوین انرژی داشته باشد.[۳]

## کاربردها

### تبدیل انرژی
- سلول‌های خورشیدی پیشرفته:سلول خورشیدی

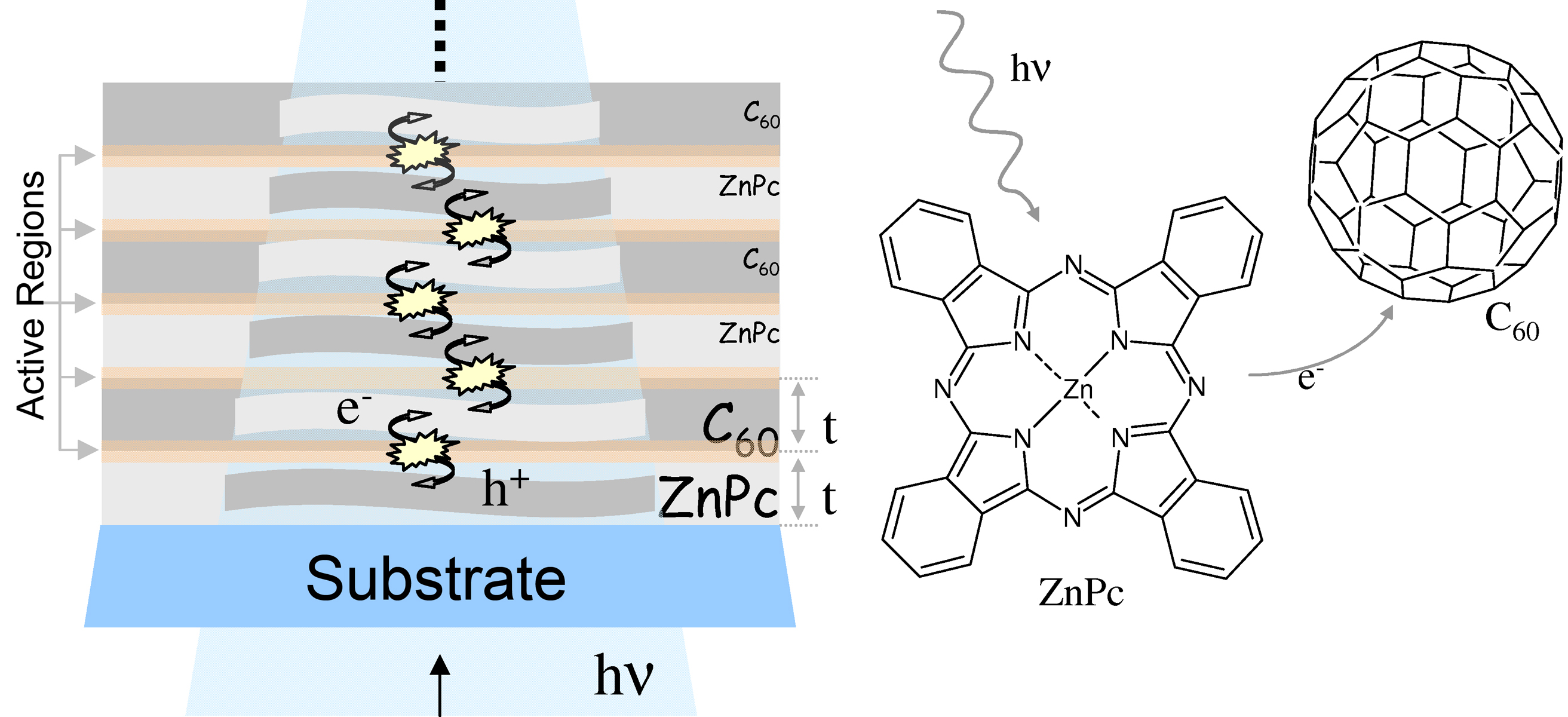
سلول خورشیدی

مواد توپولوژیک با بهبود فرایند جذب فوتون و انتقال کارآمدتر حامل‌های بار، می‌توانند کارایی سلول‌های خورشیدی را بهبود دهند. این مواد توانایی کاهش تلفات انرژی ناشی از بازترکیب حامل‌های بار را دارند.
- دستگاه‌های ترموالکتریک:

ترموالکتریک‌ها از تفاوت دما برای تولید الکتریسیته استفاده می‌کنند. ضریب شایستگی ترموالکتریک با فرمول زیر محاسبه می‌شود که این فرمول مربوط به کارایی مواد ترموالکتریک در تبدیل انرژی حرارتی به الکتریکی است:
{\displaystyle ZT={\frac {S^{2}\sigma T}{\kappa }}}
که در آن:
{\displaystyle ZT} ضریب شایستگی، {\displaystyle S} ضریب سیبک، {\displaystyle \sigma } رسانایی الکتریکی، {\displaystyle T} دما و  {\displaystyle \kappa } رسانایی گرمایی هستند. مواد توپولوژیک می‌توانند به دلیل رسانایی گرمایی کم و رسانایی الکتریکی بالا کارایی دستگاه‌های ترموالکتریک را افزایش دهند.
- کاتالیزورهای الکتروشیمیایی:

ساختارهای سطحی این مواد می‌توانند به عنوان کاتالیزورهایی با عملکرد بالا در واکنش‌های الکتروشیمیایی مانند تولید هیدروژن از آب عمل کنند. کاربرد کاتالیزورها در ذخیره انرژی هیدروژنی اهمیت زیادی دارد.

### ذخیره انرژی
- باتری‌های حالت جامد:

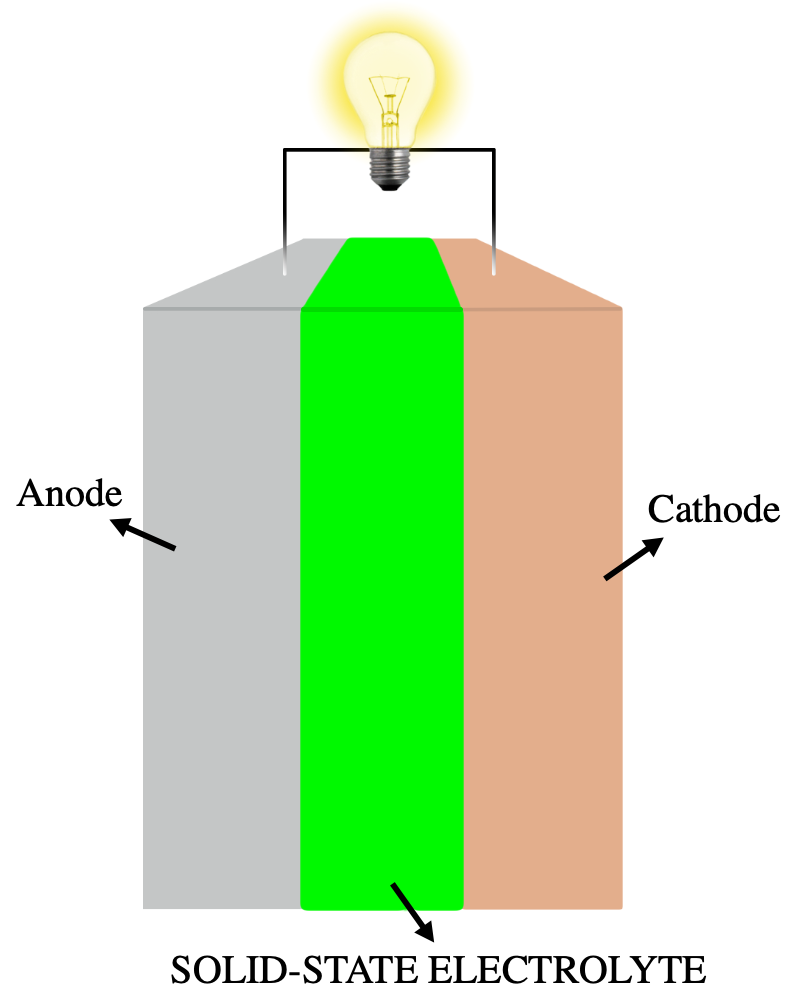
باتری حالت جامد

مواد توپولوژیک می‌توانند به افزایش چگالی انرژی و بهبود ایمنی باتری‌های حالت جامد کمک کنند. طراحی‌های نوین مبتنی بر این مواد به ظرفیت بیشتر و عمر طولانی‌تر باتری‌ها منجر می‌شوند.
- ابرخازن‌ها:

ابرخازن‌ها با استفاده از خواص الکتریکی مواد توپولوژیک می‌توانند انرژی بیشتری ذخیره کنند. انرژی ذخیره‌شده در یک خازن با فرمول زیر تعیین می‌شود:
{\displaystyle U={\frac {1}{2}}CV^{2}}
که{\displaystyle U} انرژی، {\displaystyle C} ظرفیت خازن، و {\displaystyle V} ولتاژ است. استفاده از این مواد می‌تواند چگالی انرژی و سرعت شارژ را بهبود بخشد.

## چالش‌ها
- مشکلات سنتز مواد با خلوص بالا: تولید مواد توپولوژیک با کیفیت مناسب دشوار است.
- هزینه‌های بالا: فرآیندهای تولید پیچیده منجر به افزایش هزینه‌های این مواد می‌شود.
- چالش‌های تئوری و مدل‌سازی: نیاز به درک بهتر مکانیزم‌های فیزیکی برای بهینه‌سازی عملکرد این مواد وجود دارد.[۶]